# Sauerland-Cup

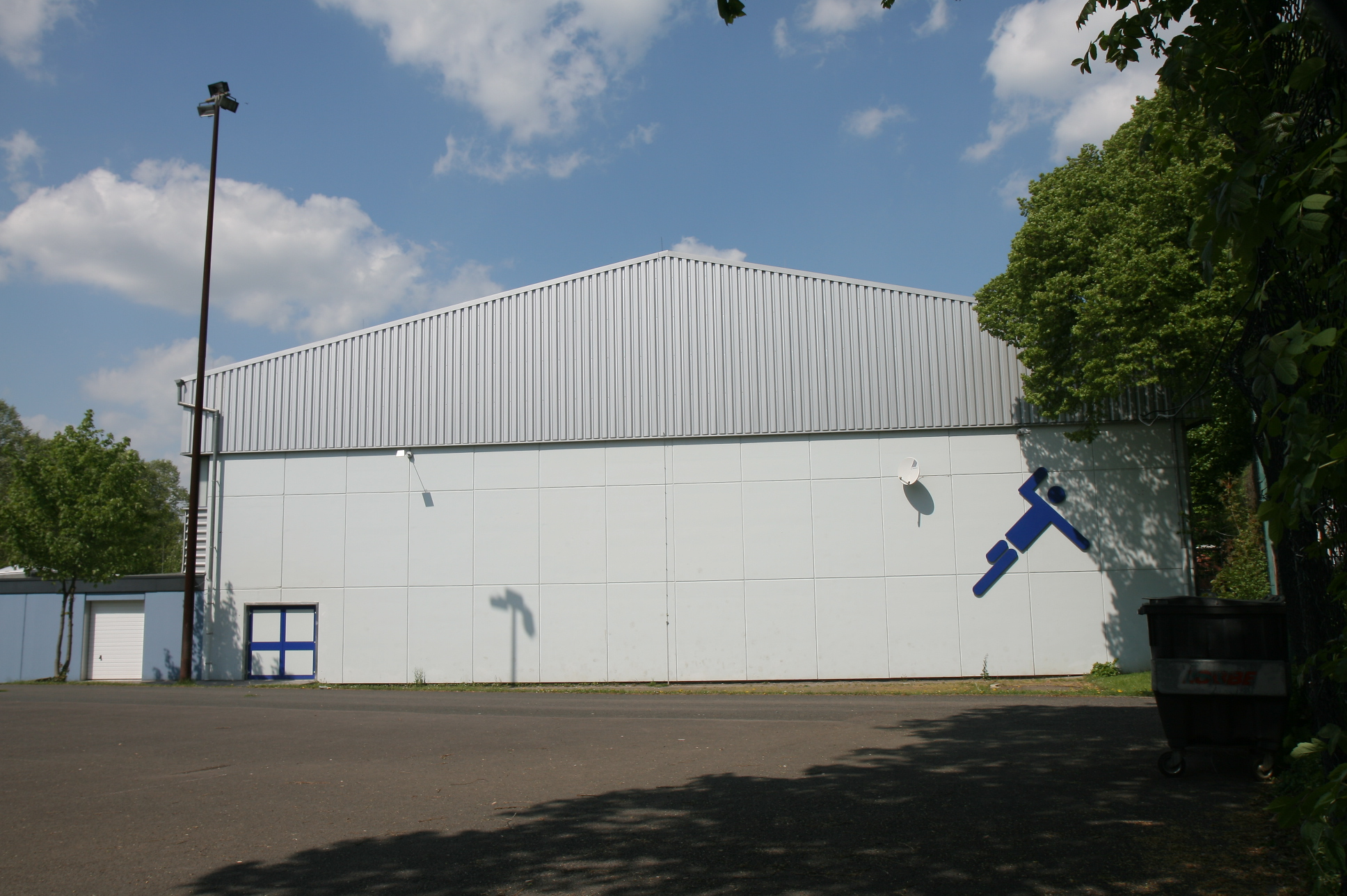
Spielstätte Walram-Sporthalle in Menden.

Der Sauerland Cup ist ein Handballturnier für männliche und weibliche A- und B-Jugenden in Menden (Sauerland).
Jedes Jahr Anfang Januar richtet die SG Menden Sauerland Wölfe ein  
Turnier für die besten Nachwuchsmannschaften Deutschlands aus. Gespielt wird in sieben Mendener Sporthallen, in der Sporthalle Fröndenberg und in der Parkhalle Hemer.
1991 begann die Austragung des Turniers in vier Sporthallen. Es nahmen 24 Mannschaften teil. Pokalsieger wurde nach 38 Spielen die Sportgemeinschaft Menden. Zehn Jahre später spielte man in acht Sporthallen. Die Zahl der teilnehmenden Mannschaften war auf 57 gestiegen. Entsprechend stieg die Zahl der Ausscheidungsspiele von 38 im Jahr 1991 auf 172. Gesamtsieger des Sauerlandcups im Jahr 2001 wurde die Damenmannschaft SV Fortuna ’50 Neubrandenburg.
2005 waren zum ersten Mal zwei Auswahlmannschaften Japans dabei. 2006 spielte in der A-Jugend männlich die Schweizer A-Jugend Nationalmannschaft.